# Neomyia desjardinsii
Neomyia desjardinsii är en tvåvingeart som först beskrevs av Macquart 1843.  Neomyia desjardinsii ingår i släktet Neomyia och familjen husflugor.
Artens utbredningsområde är Mauritius. Inga underarter finns listade i Catalogue of Life.